# 南基德 (北達科他州)
南基德（英語：South Kidder）是位於美國北達科他州基德縣的一個未組織地區。

## 地方資料
南基德的面積為93.41平方千米，當中陸地面積為85.77平方千米，而水域面積為7.64平方千米。根據2010年美國人口普查的數據，當地共有人口44人，而人口密度為每平方千米0.47人。